# Förstärkning (psykologi)
Inom inlärningspsykologin kallas händelser som ökar sannolikheten för upprepning av ett visst beteende för förstärkning. Detta begrepp används huvudsakligen inom behavioristisk inriktad psykoterapi, som vissa former av KBT, och inom olika sorters dressyr av djur.

## Olika typer av förstärkning
En vanlig missuppfattning är att positiv förstärkning är något som alltid uppfattas som positivt av mottagaren. Tillika att negativ förstärkning alltid uppfattas som negativt av mottagaren. Detta är alltså en felaktig tolkning av begreppet.

### Positiv förstärkning
Positiv förstärkning innebär att en konkret konsekvens tillkommer då ett beteende utförs, vilket ökar sannolikheten för att en individ ska uppvisa detta beteende igen. Detta kan både vara någonting som för mottagaren uppfattar som positivt eller negativt. Nyckeln är att det är något som tillförs till situationen. 
Exempel:
- Man ger en godbit åt en hund som har varit "duktig" i någon bemärkelse

- Man ger en utmärkelse av någon form för ett väl utfört arbete åt en person

### Negativ förstärkning
Negativ förstärkning innebär att kommande förväntad konsekvens uteblir / tas bort då ett beteende utförs, vilket ökar sannolikheten att en individ ska uppvisa beteendet igen.   
Exempel:
- Man talar om för barn att de ska borsta tänderna för att slippa tandtroll.
- Man tar en huvudvärkstablett när man har huvudvärk.
- Man tar på sig bilbälte för att minska risken att skada sig allvarligt om man krockar (...eller för att slippa böter).

Man kan väldigt förenklat säga att en positiv förstärkning är när något tillförs till situationen och att negativ förstärkning är när något tas bort.

Ibland kan det vara en perspektivsfråga om ett beteende är positivt eller negativt förstärkt. En student som pluggar inför ett prov kan antingen göra det för att få ett bra betyg, eller för att slippa få ett dåligt betyg (eller göra om). Den avgörande faktorn är hur personen upplever situationen: Är det "motivationen" att få ett bra betyg som driver beteendet, eller är det rädslan för att få ett sämre betyg/underkänt som driver det? - Ett mer teoretiskt tilltalande sätt att uttrycka detta är att den avgörande faktorn är personens tidigare inlärningshistoria: Har liknande beteende tidigare generellt präglats av en positiv upplevelse (i form av högt betyg, beröm, bättre möjligheter) eller har de lett till att man sluppit alla de negativa följderna av ett dåligt betyg (gå om årskurser, tjat från föräldrar, besvikna lärare)?

### Ytterligare förstärkningstyper
Intermittent förstärkning innebär att förstärkning inte fås konsekvent vid varje utfört beteende, utan bara ibland (och/eller i olika grad). Om ett beteende lärs in på detta sätt blir det ofta mer motståndskraftigt (svårutsläckt) än om beteendet har förstärkts varje gång. Individen har nämligen lärt sig att den kan uppvisa beteendet många gånger utan att få förstärkning och att förstärkningen så småningom ändå kan komma. Dock kan det ta längre tid att lära in ett beteende med enbart intermittent förstärkning, just eftersom det inte fås vid varje utfört beteende. Ett snabbt och effektivt sätt att lära in beteenden är alltså att först använda förstärkningar konsekvent och sedan övergå till mer intermittent förstärkning. Denna kan sedan förekomma med allt glesare mellanrum. 
Spelberoendeproblematik har ofta att göra med intermittent förstärkning.

## Förstärkning kontra belöning och straff
Förstärkning syftar alltid till att öka sannolikheten för att ett visst beteende ska återupprepas. I de fall förstärkning används för att undvika ett visst beteende, minskar frekvensen av det oönskade beteendet därför att man förstärkt ett alternativt beteende som inte kan kombineras med det oönskade.
- Om hunden tränas att ha ögonkontakt med sin ägare då de möter andra fotgängare minskar risken för att dessa ska kontaktas av hunden.

Straff, som innebär att man tillför en obehagskonsekvens av ett befintligt beteende eller tar bort chans till att individen får det den önskar, syftar alltid till att minska sannolikheten för att ett visst beteende ska återupprepas. 
- Om man bestraffar sin hund varje gång den tar kontakt med andra fotgängare kommer den troligen att sluta med detta, men det sker inte frivilligt.

Belöning är normalt tänkt att vara en positiv förstärkning, men kan få motsatt effekt då den i individens perception oftast relaterar till en handling snarare än ett beteende.
- Om man som chef berömmer en medarbetare inför hela arbetsgruppen, så kan detta få en bestraffningseffekt om medarbetaren inte tycker om att stå i rampljuset.
- Ett barn i trotsåldern kan mycket väl undvika ett beteende som belönas.

Straff, negativ förstärkning, kan också få motsatt effekt
- Ett barn som bestraffas fortsätter med dåligt beteende, men undviker bevis genom att göra det bakom ryggen samt lär sig ljuga och manipulera.